# ندر هیفورد
ندر هیفورد (به انگلیسی: Nether Heyford) یک منطقهٔ مسکونی در بریتانیا است که در ساوت نورث‌همپتون‌شر واقع شده‌است. ندر هیفورد ۱٬۶۳۷ نفر جمعیت دارد.